# Мулов, Иван Васильевич
Иван Васильевич Мулов (4 сентября 1904 года, Сызрань, ныне Самарская область, Россия — 15 января 1945 года, район г. Пултуск, ныне Пултуский повят, Мазовецкое воеводство, Польша) — советский военный деятель, полковник (1943 год).

## Начальная биография
Иван Васильевич Мулов родился 4 сентября 1904 года в Сызрани ныне Самарской области России.
С декабря 1919 года работал старшим ремонтным рабочим 11-го участка службы пути станции Сызрань I, с мая 1921 года — извозчиком Сызранского педагогического техникума, с марта 1924 года — кочегаром на металлургическом заводе в Златоусте, а с октября 1925 года — на медеплавильном заводе в г. Карабаш (ныне Челябинская область).

## Военная служба

### Довоенное время
В ноябре 1926 года Мулов призван на военную службу и направлен в 167-й полк войск ОГПУ Ленинградского округа, а в феврале 1927 года переведён на учёбу в полковую школу 3-го Ленинградского полка войск ОГПУ, после окончания которой с марта 1928 года служил в окружной школе младшего начсостава пограничной охраны и войск ОГПУ (м. Медвежий Стан, Ленинградская область) на должностях командира отделения, старшины учебного пункта, помощника командира взвода сверхсрочной службы, помощника командира взвода учебного дивизиона и старшины взвода.
В 1930 году Мулов вступил в ряды ВКП(б). В сентябре того же года направлен на учёбу на курсы по подготовке среднего начсостава при Высшей пограничной школе ОГПУ, после окончания которых в сентябре 1931 года вернулся окружную школу младшего начсостава пограничной охраны и войск ОГПУ, где служил на должностях командира взвода и помощника командира дивизиона по строевой части.
С апреля 1934 года служил в 152-м полку войск НКВД на должностях командира окружного технического дивизиона и командира 4-го дивизиона.
В 1936 году заочно окончил 3-ю высшую пограничную школу НКВД в Москве и в ноябре 1937 года назначен на должность начальника маневренной группы, а в марте 1939 года — на должность начальника 2-го отделения штаба 72-го Ковдозерского погранотряда НКВД Карело-Финского округа.
После окончания заочного факультета Военной академии имени М. В. Фрунзе И. В. Мулов в мае 1940 года назначен на должность начальника штаба 73-го Ребольского пограничного отряда войск НКВД на территории Карело-Финской АССР.

### Великая Отечественная война
С началом войны находился на прежней должности.
73-й Ребольский погранотряд вёл оборонительные боевые действия за село Реболы, а затем после отступления на север вошёл в состав дивизии ребольского направления и вёл боевые действия в районе Ругозера.
В сентябре 1941 года майор Мулов назначен на должность начальника штаба войск НКВД по охране тыла 7-й армии, в октябре — на должность начальника отдела боевой подготовки этой же армии, а в декабре того же года — на должность начальника штаба 67-й стрелковой дивизии, ведшей оборонительные боевые действия в районе города Лодейное поле.
В апреле 1942 года назначен на должность начальника штаба 71-го Бахарденского пограничного отряда войск НКВД (Среднеазиатский пограничный округ), а в сентябре того же года — на должность начальника оперативного отделения штаба Среднеазиатской стрелковой дивизии, которая формировалась в Ташкенте и Златоусте. В феврале 1943 года дивизия была преобразована в 162-ю стрелковую и вскоре направлена в действующую армию, где была включена в состав 70-й армии (Центральный фронт), после чего принимала участие в боевых действиях на севском направлении.
В июне 1943 года назначен на должность командира формировавшегося 29-го отдельного полка резерва офицерского состава, входившей в 70-ю армию, а 27 декабря этого же года — на должность заместителя командира 413-й стрелковой дивизии, которая оборонялась на рубеже Трилесино — Добужа (Быховский район, Могилёвская область), а затем после совершенного марша и форсирования Днепра участвовала в боевых действиях на Заднепровском плацдарме. В период с 15 мая по 25 сентября 1944 года исполнял должность командира этой же дивизии, которая во время Белорусской стратегической наступательной операции вела боевые действия в ходе Бобруйской и Люблин-Брестской наступательных операциях, а также в освобождении городов Дрогичин и Брест.
В сентябре 1944 года назначен на должность заместителя командира 15-й стрелковой дивизии, которая во время Млавско-Эльбингской операции 14 января 1945 года перешла в наступление с Наревского плацдарма, в ходе которого полковник Иван Васильевич Мулов 15 января погиб в районе города Пултуск (ныне Пултуский повят, Мазовецкое воеводство, Польша).

## Награды
- Орден Красного Знамени (26.08.1941);
- Орден Кутузова 2 степени (23.07.1944);
- Орден Отечественной войны 1 степени (19.11.1943);
- Орден Красной Звезды (03.11.1944).